# Avrion Mitchison
Nicholas Avrion „Av“ Mitchison (5 de maio de 1928) é um zoólogo britânico, que fez contribuições significativas para a compreensão das respostas imunológicas a infecções, alergias e doenças autoimunes.

## Vida
Mitchison nasceu em 1928, filho do político trabalhista Dick Mitchison e sua mulher, a romancista [Naomi Mitchison]], nascida Haldane. Seu tio foi o biólogo John Burdon Sanderson Haldane e seu avô o fisiologista John Scott Haldane. Seus irmãos mais velhos são o bacteriologista Denis Mitchison e o zoólogo John Murdoch Mitchison. Seus filhos são o biólogo celular Timothy Mitchison e Hannah Mitchison. Estudou zoologia na Universidade de Oxford. Em 1950 recebeu uma bolsa de pesquisa no Magdalen College em Oxford, e em 1952 uma bolsa do Commonwealth Fund Fellowship para os Estados Unidos. Em 1967 trabalhou no National Institute for Medical Research (NIMR) em Mill Hill, Londres, sobre diferentes tipos de linfócitos no sistema imunológico. De 1971 a 1991 foi Jodrell Professor of Zoology and Comparative Anatomy na University College London e fez pesquisas sobre doenças auto-imunes. Mitchison foi um dos co-fundadores e de 1991 a 1996 chefe do Deutsches Rheuma-Forschungszentrum (DRFZ) em Berlim. Ele agora trabalha no Departamento de Imunologia do Instituto Windeyer de Ciências Médicas na University College London Medical School.

## Prêmios e associações
- 1967 membro da Royal Society
- 1975 Prêmio Paul Ehrlich e Ludwig Darmstaedter
- 1987 membro da Academia de Artes e Ciências dos Estados Unidos
- 1990 membro estrangeiro da Academia Nacional de Ciências dos Estados Unidos (NAS)
- 1990 membro da Academia Europaea
- 1991 membro estrangeiro da Polska Akademia Umiejętności (PAU) em Cracóvia[1]
- 2001 Medalha Robert Koch

## Obras
- Will we survive? Scientific American (1993)
- Mensch oder Mikrobe: Wer gewinnt? Spektrum der Wissenschaft (Nova Edição 2001)